# 刘筱敏
刘筱敏，女，汉族。图书馆学学者，硕士生导师。第十三届、第十四届全国政协委员，中国民主建国会会员、民建海淀区委中科院委员会主委，中国科学院文献情报中心研究馆员、中国科学院文献情报中心知识服务创业中心主任、中国科学引文数据库中心主任，中国科学院自然科学期刊编辑研究会秘书长。